# Walter Dorner
Walter Dorner (* 1. Juni 1942 in Neunkirchen, Niederösterreich; † 10. Juli 2017) war ein österreichischer Chirurg. Von 1999 bis 2012 war er Präsident der Wiener Ärztekammer und von 2007 bis 2012 Präsident der Österreichischen Ärztekammer. Als ärztlicher Leiter des Heeresspitales in Wien-Stammersdorf von 1987 bis 2003 hatte er zuletzt den Rang eines Generalmajors.

## Leben und Karriere
Walter Dorner besuchte das Gymnasium in Mattersburg, wo er 1960 maturierte. Anschließend studierte er an der Universität Wien Medizin. Seit 1964 war er Mitglied der katholischen Studentenverbindung KHV Babenberg Wien im ÖCV. 1969 promovierte er zum Doktor der gesamten Heilkunde. Seine Ausbildung zum Facharzt für Chirurgie absolvierte er am Krankenhaus Göttlicher Heiland, wo er zunächst als Assistenzarzt und später als Oberarzt tätig war. 1976 eröffnete er eine Praxis in Wien-Alsergrund. 1979 wechselte er an das in der Van-Swieten-Kaserne untergebrachte Heeresspital, wo er von 1987 bis 2003 ärztlicher Leiter war und 2003 zum Generalmajor des Bundesheeres befördert wurde.
1981 wurde er in die Vollversammlung der Ärztekammer für Wien gewählt, wo er von 1985 bis 1996 als Obmann der Sektion Fachärzte fungierte und von 1996 bis 1999 Vizepräsident war. Am 7. Juni 1999 folgte Dorner dem verstorbenen Michael Neumann als Präsident der Wiener Ärztekammer nach. In der Österreichischen Ärztekammer war er 1999 bis 2007 Vizepräsident, im Juni 2007 wurde er zum Präsidenten der Österreichischen Ärztekammer gewählt. Diese Funktion übte er bis 2012 aus.
2013 wurde er Mitglied des Universitätsrates der Medizinischen Universität Wien, wo er bis zuletzt aktiv war. Außerdem war er Mitglied des Kuratoriums des Instituts für medizinische Anthropologie und Bioethik (IMABO).
Dorner erlag 2017 im Alter von 75 Jahren einem Krebsleiden.

## Auszeichnungen (Auswahl)
- 1991: Goldenes Ehrenzeichen der Ärztekammer für Wien
- 1995: Goldenes Ehrenzeichen für Verdienste um das Land Wien
- 1998: Großes Ehrenzeichen für Verdienste um die Republik Österreich
- 2005: Großes Ehrenzeichen der Österreichischen Ärztekammer[1]
- 2009: Großes Goldenes Ehrenzeichen für Verdienste um die Republik Österreich[5]